# این لحظه جادویی
«این لحظهٔ جادویی» (به انگلیسی: This Magic Moment) ترانه‌ای ساختهٔ مشترک داک پامس (ترانه‌سرا) و مورت شومن (پیانونواز) است که از مشهورترین آثارشان به شمار می‌رود. این ترانه نخستین بار در سال ۱۹۶۰ توسط بن ئی. کینگ و گروه دریفترز ضبط و منتشر شد و یازده هفته در چارت ۱۰۰ آهنگ داغ بیلبورد باقی ماند.
بازخوانی لو رید از «این لحظه جادویی» در فیلم بزرگراه گمشده دیوید لینچ مورد استفاده قرار گرفت.